# 安世高
安 世高（あん せいこう、生没年不詳）は、後漢代に西域から渡来した訳経僧。字は世高。
安息国（パルティア）の太子であったが、王位を伯父に譲り、出家修道に志し、諸方を遊歴するようになった。安息国では、部派仏教に属する説一切有部が流行していたため、世高は禅観の法や阿毘達摩に通じていた。
桓帝代の建和2年（148年）に、都の洛陽に来朝した。その後、20年にわたって訳経を行い、34部40巻の部派仏教系の経典を漢訳した。
後世の僧祐は、「幅広く経典を修めていて、中でもアビダルマの学問に精通しており、禅に関する経典も暗誦し、その綱要をほぼ了解していた」と評している（『出三蔵記集』巻13）。
『高僧伝』巻1の記述では霊帝代の末期に関中・洛中の騒乱を避けて、老齢の身で江南に移ったという。会稽郡にたどりつきたまたま市に入ったとき、市中は殴り合いの騒乱の最中であり、世高は誤って頭を打たれて死亡したという。 
一方で、『魏書』巻30の記述では、世高の子孫は西晋のころに騒乱を避けて遼東に移住し、そのまま家をなしたという。

## 主な漢訳経典
- 安般守意経
- 陰持入経
- 大道地経
- 人本欲生経
- 四諦経
- 八正道経
- 転法輪経
- 阿毘曇五法行経
- 仏説法受塵経[1]

### 疑問視されている経典
- 八大人覚経[2]

など
なお、「安世高訳」と書いてある仏典は多いが、仮託であることが多い。たとえば上の『八大人覚経』は『出三蔵記集』に見えず、「菩薩・大乗」のような語を用いているので、大乗仏典を翻訳していない安世高とは無関係と考えられる。